# Socors Roig Internacional
El Socors Roig Internacional (SRI) va ser un servei social internacional organitzat per la Internacional Comunista en 1922. Es va crear amb l'objectiu de funcionar com una Creu Roja política internacional. El SRI va conduir campanyes de suport als presoners comunistes i va reunir suport material i humanitari en situacions específiques. El SRI estava dirigit per Clara Zetkin, Ielena Stàssova i Tina Modotti.

## Filials nacionals
Cap a 1924 l'organització tenia filials nacionals en 19 estats. Durant el temps que va existir, les filials nacionals del Socors Roig Internacional van incloure

- Alemanya: Rote Hilfe Deutschlands
- Àustria: Österreichische Rote Hilfe (Socors Roig Austríac)
- Bulgària: Organització de Suport de les Víctimes de la Dictadura Capitalista
- Catalunya: Socors Roig de Catalunya
- Espanya: Socorro Rojo Internacional
- EUA: International Labor Defense
- França: Secours Rouge International
- Itàlia: Soccorso rosso italiano
- Mèxic: Liga Pro Luchadores Perseguidos
- Noruega: Norges Roede Hjelp
- Països Baixos: Roode Hulp Holland
- Polònia: Międzynarodowa Organizacja Pomocy Rewolucjonistom (MOPR - Comissió de Suport dels Presoners Polítics)
- Regne Unit: International Class War Prisoners Aid
- Suècia: Internationella röda hjälpen – svenska sektionen
- URSS: Международная организация помощи борцам революции (MOPR Socors Roig Internacional dels Combatents de la Revolució)

Als Països Catalans era conegut com a Socors Roig Internacional.

## Presència als Països Catalans
L'organització, que tenia el suport d'escriptors i artistes, fou refundada a Barcelona el gener del 1936, amb l'objectiu de derrotar el feixisme als múltiples fronts. El 28 d'abril de 1936 el Comitè de Barcelona de Socors Roig Internacional publicà un manifest protestant contra l'assassinat de Miquel i Josep Badia.Gavina Viana Viana, que abans havia dirigit i organitzat la secció de Guerra de les Milícies Antifeixistes Femenines, fou una de les capdevanteres, quan les milicianes foren desmobilitzades del front i enviades a la Rereguarda, desde l'octubre de 1936 fins al final de la Guerra Civil.